# Port lotniczy Anatom
Port lotniczy Anatom (IATA: AUY, ICAO: NVVA) – port lotniczy obsługujący wyspę Anatom (Vanuatu). Położony na maleńkiej wysepce Inyeug.